# Jõksi järv
Jöksi järv, auch Hobbola järv (järv = See), ist ein natürlicher See in Kanepi im Kreis Põlva auf dem estnischen Festland. Am Ufer des 64,9 Hektar großen See liegt das Dorf Kanepi und 49 Kilometer entfernt liegt der 3555 km² große Peipussee (Peipsi-Pihkva järv). Er ist durchschnittlich 7,3 Meter und maximal 25,4 Meter tief.